# Eduard Vogel von Falckenstein
Eduard Vogel von Falkenstein (nome completo Eduard Ernst Friedrich Hannibal Vogel von Fal(c)kenstein) (Breslavia, 5 gennaio 1797 – Lubsko, 6 aprile 1885) è stato un generale (feldmaresciallo) prussiano.

## Biografia
Vogel von Falckenstei nacque a Breslavia, in Slesia, il 5 gennaio 1797, figlio di Hannibal Vogel von Falckenstein (25 marzo 1750 - 25 settembre 1808) maggiore dell'esercito prussiano, comandante di un battaglione in Slesia e cavaliere dell'ordine Pour le Mérite e di sua moglie, Charlotte Helene, nata Graetz (1769 - 5 novembre 1835).
Entrò nell'esercito prussiano nel 1813, servendo dapprima come Jäger e poi come ufficiale in un gruppo di volontari durante le guerre della sesta coalizione anti-francese, combatté a Großgörschen, Bautzen, Laon, nella battaglia del Katzbach, a Montmirail e a Château-Thierry. Per la sua condotta a Bischofswerda ottenne la croce di Ferro di II classe e per Thionville l'Ordine di San Giorgio di V classe.
Promosso maggiore nel 1841, partecipò alla repressione dei moti rivoluzionari del 1848 a Berlino, il 24 agosto del 1841 divenne comandante di un reggimento della Guardia in Holstein durante la Prima Guerra dello Schleswig contro i danesi guidati dal generale barone Christoph von Krogh e nel 1850 gli fu intitolato il nome di un reggimento.
Promosso colonnello nel 1851 e maggior generale nel 1855, fu direttore del Dipartimento di Economia Militare fino al 1856, contribuendo molto al nuovo sviluppo delle tecniche militari e risanando le finanze dell'esercito prussiano; nel 1859 fu promosso tenente generale.
Durante la Seconda Guerra dello Schleswig servì accanto ad un suo vecchio compagno d'armi, Friedrich Graf von Wrangel, e poi sotto Moltke e Manteuffel, divenendo poi luogotenente del ministro della guerra von Roon. Nel 1864 ricevette l'onorificenza Pour le Mérite, fu nominato governatore dello Jutland e comandante in capo del 7º Corpo d'Armata.
Falckenstein partecipò alla guerra austro-prussiana, comandando l'invasione di Sassonia e Boemia e minò i collegamenti tra gli austriaci e i loro alleati, bloccando tutti i ponti sul fiume Meno. Successivamente comandò l'attaccò ad Hannover, conquistata dagli alleati degli austriaci, obbligando questi ad abbandonare la città, obbligando inoltre Giorgio di Hannover, duca di Cumberland, a far entrare il principato di Hannover nella Confederazione Germanica, troncando i suoi legami con l'Inghilterra, sconfiggendolo prima assieme a Moltke durante la Battaglia di Langensalza, nella quale i prussiani persero 1.753 uomini contro i 1.429 dell'Hannover. Questi ultimi si arresero a Nordhausen il 29 giugno.
Falckenstein inoltre comandò lo stato maggiore delle armate che per prime entrarono a Francoforte sul Meno il 16 luglio; nel 1867 Falckenstein fu rappresentante di Königsberg al Reichstag e durante la Guerra franco-prussiana fu Governatore Generale delle Terre di frontiera tedesche (Renania-Palatinato, Saar) e quindi anche Governatore Generale della costa orientale del Reno e organizzò, per prevenire una sospetta invasione francese della Renania, la Seewehr, composta da volontari.
Dal 1873 Falckenstein si ritirò in vita privata al castello di Dolzig e fu insignito del grado di feldmaresciallo.

## Famiglia
Il 9 aprile del 1829 sposò Luise Wilhelmine Julie Gärtner (21 gennaio 1813 - 24 agosto 1892). Dal matrimonio nacquero:
- Marie (10 gennaio 1830)
- Emma Luise Amalie (25 luglio 1831)
- Kuno Eduard August Hannibal (21 febbraio 1833)
- Kunibert Eduard August Hannibal (20 novembre 1834)
- Eduard August Hannibal Eugen Melchior Eckbert (7 gennaio 1837)
- Maximilian Eduard August Hannibal Sigismund Kunz (1839–1917), generale della fanteria prussiana, comandante del genio
- Luise Henriette Helene Gertrud (2 maggio 1843)

## Onorificenze
- Pour le Mérite
- Croce di ferro